# Zero-Rating
Zero-Rating ist eine vielfach die Netzneutralität gefährdende Praxis der Mobilfunkbetreiber (MNO) und Telekommunikationsnetzbetreiber (ISP), ihren Endkunden das Datenvolumen für spezifische Dienste über ihr Netz kostenfrei anzubieten.
Dies ermöglicht Kunden die Nutzung von vorselektierten Inhalten oder Datendiensten, wie zum Beispiel eines App Stores, ohne auf variable Kosten oder monatliche Volumengrenzen achten zu müssen. Diese Praxis wird besonders für 4G-Netze eingesetzt, wurde aber auch in der Vergangenheit schon für SMS oder andere Internetdienste angeboten. Die Datenübertragung der weit verbreiteten Corona-Warn-App ist ein aktuelles Beispiel für einen essentiellen Datendienst der unter Zero-Rating fällt.
Im Zusammenhang mit Diensten, die über Zero-Rating angeboten werden, wenden Provider häufig auch relativ niedrige Volumengrenzen für den offenen Internet-Datenverkehr an oder bieten diesen überteuert an. Spezielle Dienste über Zero-Rating anzubieten, die besonders bei einer attraktiven Zielgruppe beliebt sind, ermöglicht dem Mobilfunkanbieter, seine Marktposition in diesem Segment zu verteidigen oder zu verbessern. Diese Preisdifferenzierung stellt auch einen Vorteil für den Dienstanbieter dar.
Eigene Dienste aufzubauen und diese über Zero-Rating mit ihren Verträgen zu koppeln, war ebenfalls eine übliche Praxis einiger Netzbetreiber. In diesem Fall ist der Provider in der Lage, diese Dienste zusammen mit seiner Netztechnologie zu optimieren. Zusammen mit der existierenden Endkundenbeziehung kann dies ein erheblicher Vorteil im Wettbewerb mit ähnlichen Dienstanbietern sein. Besonders bei hochvolumigen Diensten entstehen hierdurch Markteintrittsbarrieren.

## Bekannte Angebote
Internet-Dienste wie Facebook, Wikipedia und Google haben spezielle Angebote entwickelt, um über Zero-Rating Marktanteile besonders in Schwellenländern zu gewinnen. Der Kundenvorteil in diesen Märkten, die besonders auf Mobilfunknetze als Internetzugang angewiesen sind, bestünde in einer Subvention durch diese Anbieter. Das vorläufige Ergebnis bei der Einführung in einigen Märkten fiel gemischt aus und zeigte überschätzte Erwartungen und fehlende Nutzen für Mobilfunkanbieter. In Chile stellte die Regulierungsbehörde hierbei den Verstoß gegen die Netzneutralitätsgesetze fest und ließ diese zum 1. Juni 2014 beenden. Aktuell sind auch die Deutsche Telekom mit ihrem Angebot StreamOn und Vodafone mit dem Angebot GigaPass in der Kritik. Der EuGH hat im September 2021 festgestellt, dass Telekom und Vodafone gegen die EU-Verordnung zur Netzneutralität verstoßen. Daraufhin forderten Verbraucherschützer Zero-Rating-Angebote wie StreamOn der Telekom und Vodafone Pass ein für alle Mal zu verbieten.
Mobilfunkanbieter können Klassifizierungsverfahren wie Deep Packet inspection nutzen, um Datenvolumen für Unternehmenskunden aus der Nutzung der privaten Smartphones ihrer Mitarbeiter herauszurechnen und stattdessen dem Unternehmen in Rechnung zu stellen. Dies erlaubt Mitarbeitern, ihre eigenen Geräte ohne zusätzliche Kosten für die dienstliche Datennutzung einzusetzen (Bring your own device).

### Deutschland
- Der Mobilfunkprovider Telekom rechnet den Traffic von eigenen Diensten wie MobileTV[17] und Partnerdiensten wie Rich Communication Services (RCS) auch Joyn  genannt[18] nicht auf Inklusivvolumina an. Eine weitere Form ist der Zusatzdienst der deutschen Telekom StreamOn.
- Die Telefónica (ehemals ePlus) nimmt den Datenverkehr des Chatdienstes WhatsApp in einem speziellen Tarif von Beschränkungen des Datenvolumens aus.[19]
- Der Vodafone GigaPass rechnet den Datenverkehr bestimmter Dienste nicht auf das Inklusivvolumen von Mobilfunktarifen an. Es wurde bereits eine Beschwerde bei der Bundesnetzagentur eingereicht, da der Betreiber damit laut dem Bundesverband der Verbraucherschützer gegen die Netzneutralität verstößt.[20]

Die Bundesnetzagentur hat im April 2022 in Umsetzung des Urteils des Europäischen Gerichtshofs vom 2. September 2021 Zero Rating-Optionen wie „Telekom StreamOn“ und „Vodafone Pass“ untersagt. Sie dürfen ab 1. Juli 2022 nicht mehr beworben und angeboten werden. In laufenden Tarifen muss die Option gekündigt werden und spätestens Ende März 2023 abgeschaltet sein.

### Schweiz
Der Telekommunikationsanbieter UPC Schweiz stellt bei seinen Mobilfunkangeboten den Datenverkehr bei Nachrichtennutzung des Dienstes WhatsApp vom jeweiligen Datenvolumen frei.

### Niederlande
Die niederländische Aufsichtsstelle für Verbraucherschutz und Wettbewerb Autoriteit Consument en Markt (ACM) hat im Januar 2015 Strafen gegen die Provider KPN und Vodafone in Höhe von 250.000 Euro bzw. 200.000 Euro wegen Verstößen gegen Netzneutralität im Internetzugangsdienst verhängt.
- KPN hatte beim Internetzugang über Hotspot Angebote vor allem aus dem Bereich Internettelefonie gesperrt. Bei einem Premium-Angebot für die Nutzung derselben Hotspots war die Nutzung dieser Dienste hingegen freigeschaltet.
- Vodafone hatte den Verkehr einer bestimmten App des Videodienstes HBO nicht auf das Datenvolumen seiner Kunden angerechnet.[23]

### Slowenien
Der nationale Regulierer Akos hat im Januar 2015 die Zero-Rating-Angebote zweier Provider verboten:
- Telekom Slovenije hatte Datenverkehr des Musikdienstes Deezer von Anrechnung auf Inklusiv-Datenvolumina ausgenommen.[24]
- Der Provider Simobi hatte Datenverkehr der Kunden zum eigenen Cloudspeicherdienst Hangar mapa von der Anrechnung auf Datenvolumina ausgenommen.[24]

### Ungarn
Der Mobilfunkprovider Magyar Telekom bietet Tarifpakete mit unbegrenztem Datenverkehr zu ausgewählten Diensten. So ist zum Beispiel im TV-Paket nur Traffic zu den Diensten TV GO und HBO Go enthalten, im Social-Networking-Paket nur Traffic zu den ausgewählten Diensten Facebook, LinkedIn, Instagram, MySpace, Snapchat, Twitter, Tumblr, Badoo, Foursquare, Pinterest. Auch der ungarische Telekommunikationsanbieter Telenor ist am Markt mit zwei Paketen für einen „Nulltarif“ vertreten, bei dem der Datenverkehr einiger Dienste nicht auf den Verbrauch des von den Kunden gebuchten Datenvolumens angerechnet wird. Diese Praxis wurde von der ungarischen Behörde für Medien und Kommunikation abgelehnt, da diese Pakete gegen die in Art. 3 Abs. 3 der EU-Verordnung enthaltene Pflicht zur gleichen und nichtdiskriminierenden Behandlung des Internetverkehrs verstießen. Der auf die Beklagung durch Telenor zuständige ungarische Gerichtshof Fővárosi Törvényszék bat den EuGH um Vorabentscheidung zur Auslegung der EU-Rechtsvorschriften. Diese wurde am 15. September 2020 veröffentlicht: nach Auffassung des EuGH verletzt Zero Rating die Netzneutralität und ist daher nicht zulässig.

### Chile
Die chilenische Regierung entschied im Mai 2014, dass die kostenlose Verbreitung von Wikipedia und Facebook gegen die Netzneutralität verstoße, und untersagte sie daher. In der Folge kam es infolge intensiver Lobbyarbeit durch die Wikimedia Foundation, die die Wikipedia und anderes betreibt, zu einer Einigung mit den chilenischen Behörden – was wiederum die Kritik von Netzaktivisten hervorrief, die durch solche Aktivitäten langfristig den Zugang zum Wissen wegen der Einschränkung der Netzneutralität eher gefährdet sehen.

## Rezeption und Auswirkung
Obwohl das Zero-Rating von bestimmten Diensten oder sogenannte fast lanes für Kunden der subventionierten Verträge einen Vorteil bieten, stehen sie besonders wegen Wettbewerbsverzerrung und Behinderung offener Märkte in der Kritik. Da viele neue Internetdienste sich auf die mobile Nutzung fokussieren und die weitere Verbreitung von Internetzugängen weltweit sowie der Breitbandausbau sich vornehmlich auf die mobile Anbindung konzentriert, wird Zero-Rating häufig als Bedrohung für das offene Internet, das heute über Festnetzanbindung üblicherweise ohne Volumengrenzen als Flatrate angeboten wird, gesehen. Besonders die Wikimedia Foundation und Facebook wurden für ihre Zero-Rating-Angebote dafür kritisiert, die bestehenden Mobilfunkanbieter weiter zu stärken und Verbraucherrechte bezüglich des offenen Internets einzuschränken. Sofern Zero-Rating in einem wettbewerblichen Umfeld eingesetzt wird, Anbieter sich ohne direkte oder versteckte Kosten am Zero-Rating Angebot beteiligen können und Zero-Rating von Kunden wahlweise aktiviert und deaktiviert werden kann, sind keine negativen Konsequenzen für Kunden und den Wettbewerb online zu befürchten.
Die EU-Verordnung 2015-2120 ist bislang noch nicht voll in die nationalen Rechtslagen umgesetzt. Per EuGH-Vorabentscheidung zu einem ungarischen Rechtsstreit wurde am 15. September 2020 klar, dass Zero-Rating tatsächlich mit europäischem Recht kollidiert. Auch Geschäftsmodelle wie das Zusatzangebot StreamOn der Telekom Deutschland sind davon betroffen.